# Giovanni Carlo Bovio
Giovanni Carlo Bovio (Brindisi, 5 gennaio 1522 – Ostuni, settembre 1570) è stato un arcivescovo cattolico italiano.

## Biografia
Nacque a Brindisi da Andrea nobile bolognese e da Giulia Fornari, brindisina.
Fu mandato a Bologna presso i parenti per frequentare quella università. Laureatosi nell'uno e l'altro diritto, andò a Roma dove abbracciò lo stato ecclesiastico e si dedicò allo studio della teologia e delle lingue classiche e orientali.
Tradusse dal greco al latino le Constitutiones Apostolicae di san Clemente Romano e la Orazione panegirica di San Teodoro di san Gregorio di Nissa.
Fu arcidiacono della cattedrale di Monopoli; il 10 dicembre 1546 venne nominato  vescovo coadiutore di Ostuni, succedendo alla cattedra come vescovo eletto quattro anni dopo, alla rinuncia del predecessore. Il 27 marzo del 1558 ricevette la consacrazione episcopale dalle mani dell'arcivescovo Francesco Aleandro, arcivescovo di Brindisi e Oria, co-consacranti i vescovi Nicola Angelo Olivieri, vescovo di Acerno, e Ottaviano Preconio, allora vescovo di Monopoli. Nel 1562 era a Trento in occasione dei lavori del Concilio. Il 21 giugno 1564 fu nominato arcivescovo di Brindisi e Oria. Compì la prima sacra visita dell'arcidiocesi (1565) e diede disposizioni per ristabilire la morale la disciplina nel clero. Nel 1566 chiamò i Cappuccini in Brindisi nel 1568 i Riformati. Edificò a Oria un nuovo palazzo vescovile e vi dimorò. 
Morì a Ostuni e fu sepolto a Oria. Il letterato Quinto Mario Corrado gli compose questo epitaffio:
IOANNEM CAROLUM BOVIUM DE SANGUINE CLARUM

VIRTUTIS PAUPERTATIS LITERAEQUE PATRONUM

BRUNDUSIUM GENUIT, NUTRIT BONONIA DOCTA

OSTUNIUM RAPUIT, TUMULO NUNC URIA CONDIT

## Genealogia episcopale
La genealogia episcopale è:
- Arcivescovo Francesco Aleandro
- Arcivescovo Giovanni Carlo Bovio

## Opere
- De constitutionibus apostolicis, B. Clemente Romano auctore, libri octo, Nunc primùm e tenebris eruti, & ad orthodoxam fidem astruendam apprime utiles. Io. Carolo Bouio, episcopo Ostunensi interprete. Eiusdem scholia in loca, quae dubitationem aliquam habere uidentur. Rerum & verborum memorabilium index, Venetiis, ex officina Iordani Zileti, 1563